# کلیسای کاریا
کلیسای کاریا (استونیایی: Karja kirik) یک کلیسای لوتریانیسم قرون وسطایی با معماری گوتیک است که در روستای لیناکا در جزیره سارمای کشور استونی قرار دارد. این کلیسای روستایی در میان کشورهای حوزه دریای بالتیک دارای غنی‌ترین دکوراسیون سنگی و مجسمه‌سازی می‌باشد. قدمت این کلیسا به اواخر سده ۱۳ و اوایل سده ۱۴ میلادی بازمی‌گردد.
 

## نگارخانه

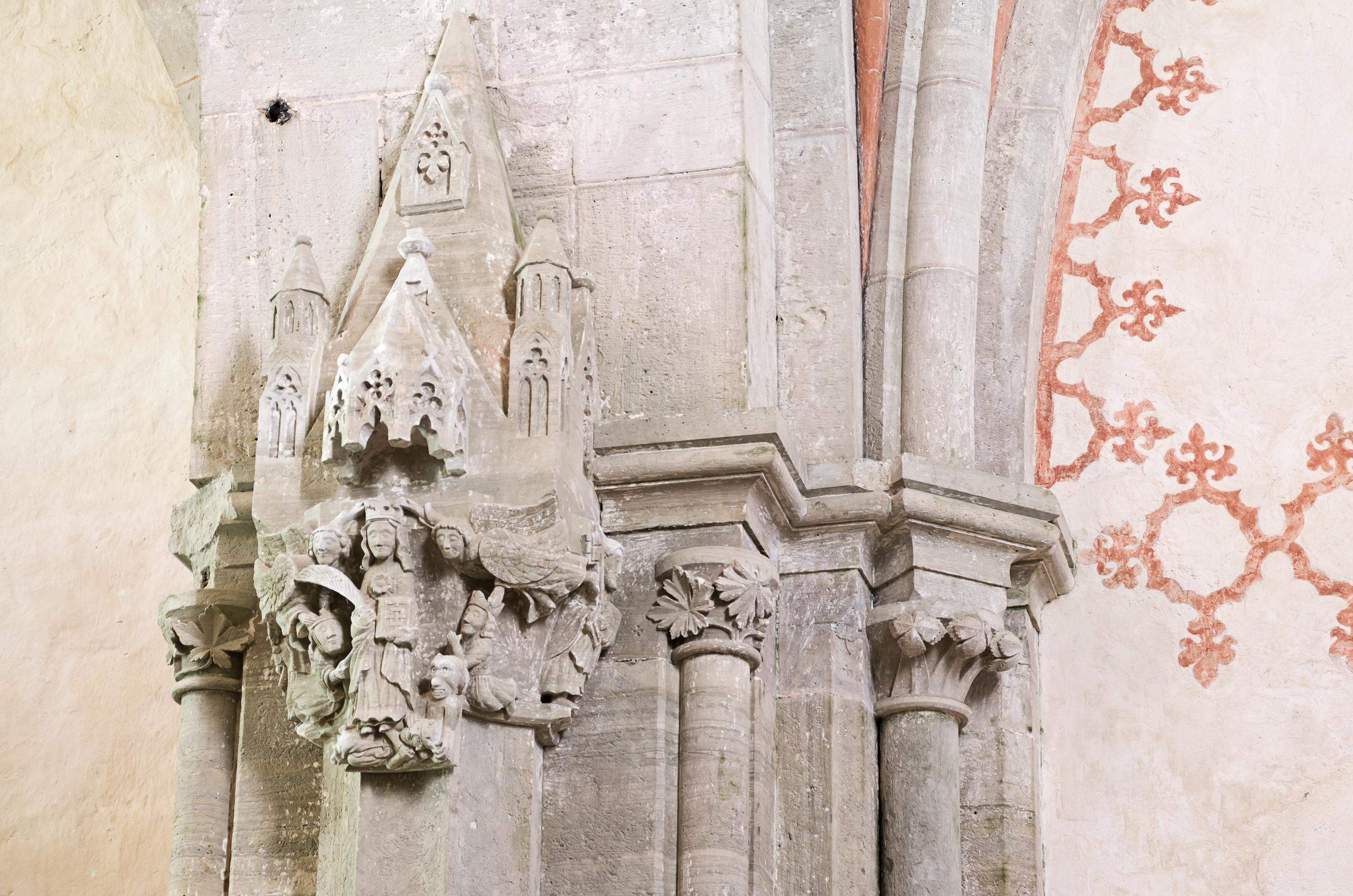
گروه سنت کاترین
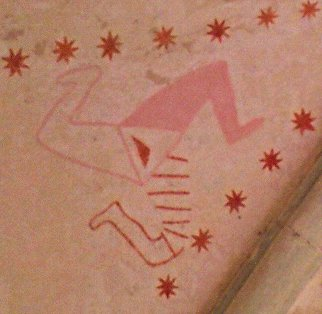
نقاشی دیواری با تریسکلیون
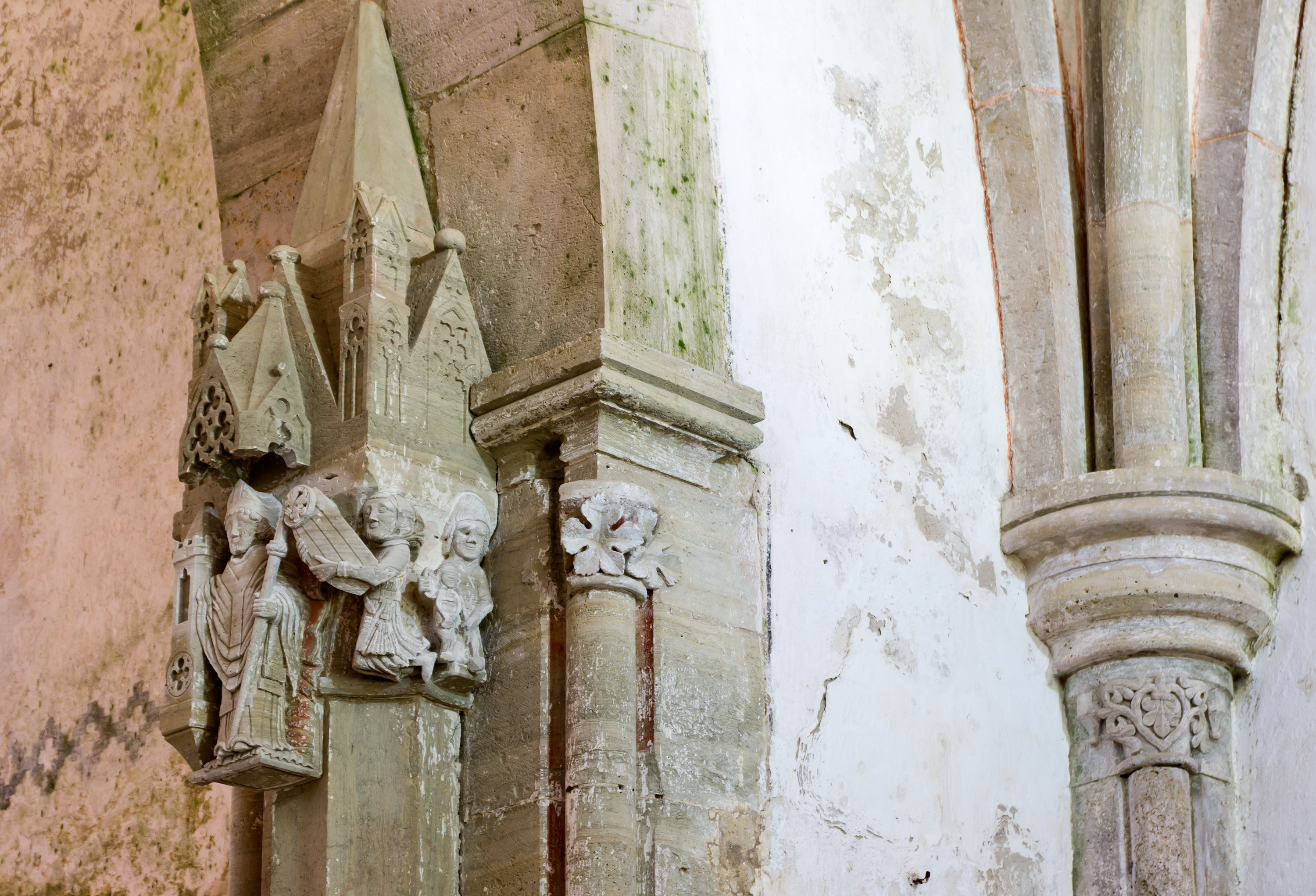
گروه سنت نیکلاس
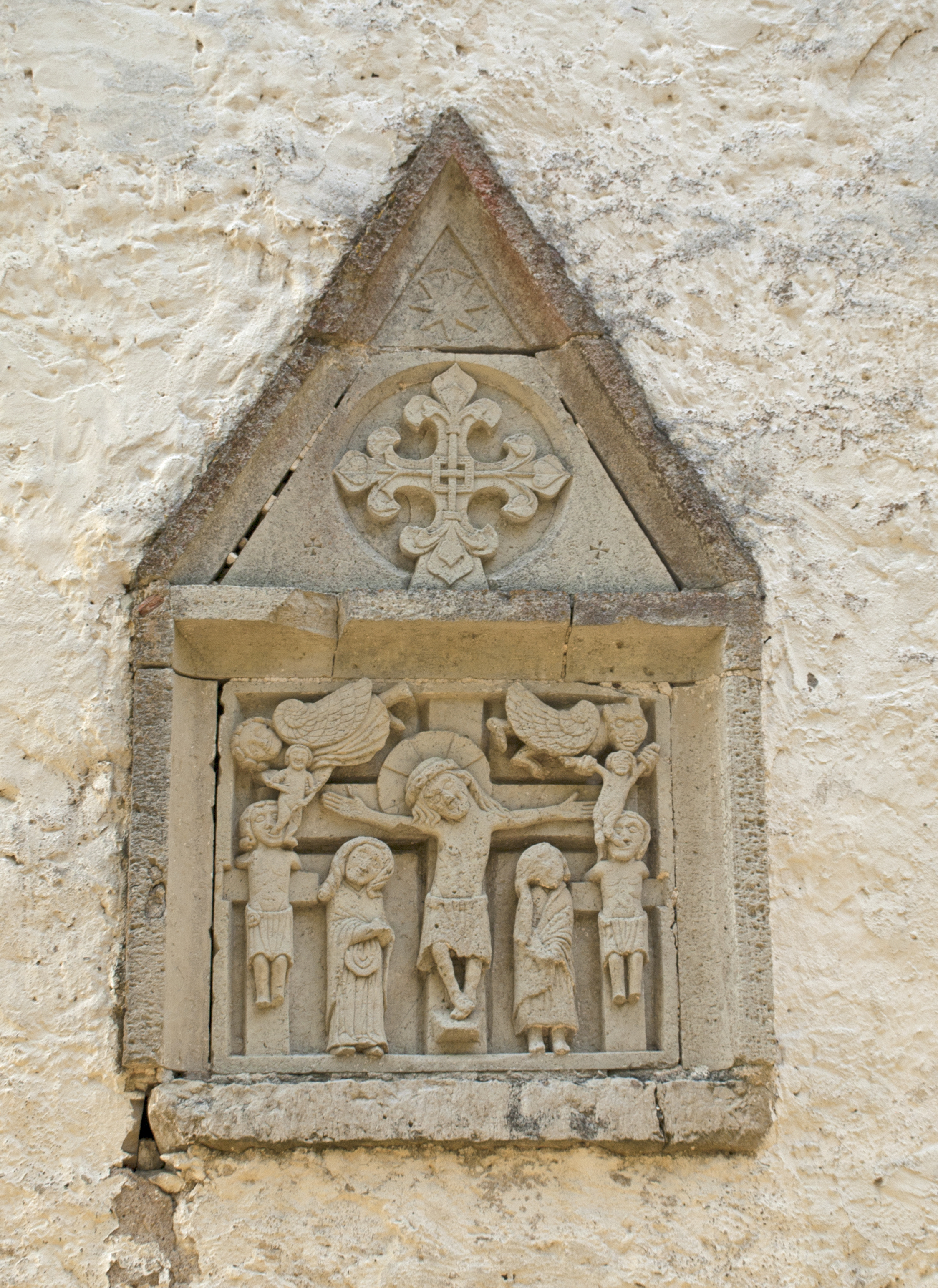
تسکین صلیب